# Comté de Westmoreland (Pennsylvanie)
Pour les articles homonymes, voir Comté de Westmoreland.
Le comté de Westmoreland, en anglais : Westmoreland County, est un comté  du Commonwealth de Pennsylvanie, aux États-Unis. Il est nommé d'après Westmorland, un comté historique d'Angleterre. Fondé le 26 février 1773, son siège de comté est la ville de Greensburg. Selon le recensement de 2020, sa population est de 354 663 habitants. 

## Comtés adjacents
| Butler     | Armstrong             | Indiana  |
| Allegheny  | comté de Westmoreland | Cambria  |
| Washington | Fayette               | Somerset |

## Démographie

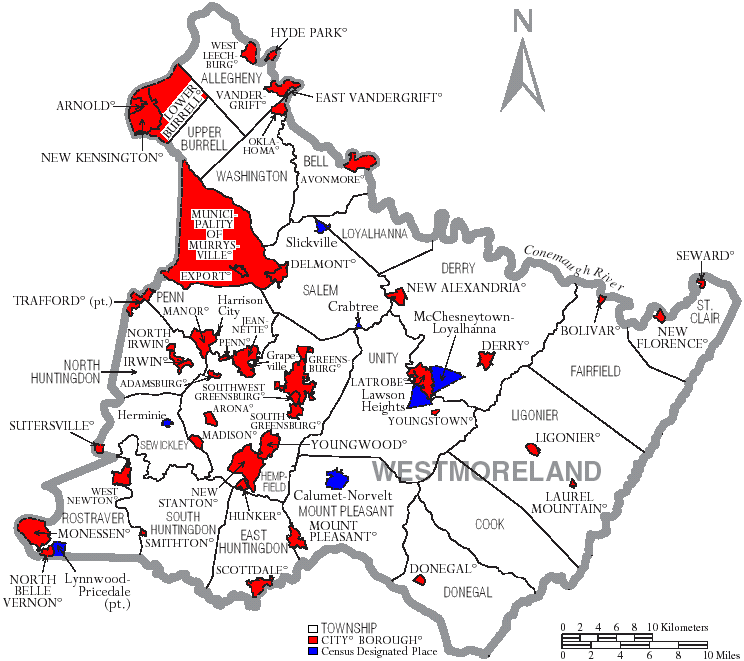
Carte du comté de Westmoreland, indiquant les villes et les boroughs (en rouge), les townships (en blanc) et les census-designated places (en bleu).

| Groupe            | Comté de Westmoreland | Pennsylvanie | États-Unis |
| ----------------- | --------------------- | ------------ | ---------- |
| Blancs            | 91,1                  | 73,5         | 58         |
| Latino-Américains | 1,4                   | 8,1          | 19         |
| Afro-Américains   | 2,5                   | 10,5         | 12,1       |
| Asiatiques        | 1                     | 3,4          | 6,2        |
| Métis             | 3,6                   | 3,3          | 4,1        |
| Autres            | 0,3                   | 0,4          | 0,5        |
| Amérindiens       | 0,1                   | 0,1          | 0,9        |
| Océano-américains | 0,01                  | 0,02         | 0,2        |
| Total             | 100                   | 100          | 100        |